# 青島健介
青島 健介（あおしま けんすけ、1963年5月25日 - ）は、日本の俳優。身長181cm。体重80kg。血液型はA型。トゥフロント所属。以前はアクターズスクール、劇団NLT、丹波プロダクション、ラヴァンスに所属していた。
東京都出身。私立目黒高等学校（現：目黒学院中学校・高等学校）卒。

## 出演

### 映画
- 名門!多古西応援団（1987年）
- 卒業プルーフ（1987年） - 本城勝利 役
- 昭和鉄風伝 日本海（1991年） - 脇本正夫 役
- 極道戦争 武闘派（1991年）
- いつかギラギラする日（1992年）
- ゴジラVSデストロイア（1995年） - スーパーXIIIパイロット 役[1]

### テレビドラマ
- はぐれ刑事純情派 第4シリーズ（1991年） - 森岡昇 役
- 愛という名のもとに
- 赤い霊柩車シリーズ22 - 弁護士 役
- 浅見光彦シリーズ
  - 第3作 - 村上繁男 役
  - 第6作 - 漆原宏 役 / 曽根袈裟男 役
  - 第16作
  - 第19作
  - 第23作
  - 第27作
  - 浅見光彦シリーズ33 - 土屋刑事 役
  - 浅見光彦シリーズ40
- 味いちもんめ
- 暗黒山荘
- 命の旅路
- 遺留捜査（2011年） - 風間 役
- ウルトラシリーズ
  - ウルトラマンティガ（1997年） - カルロス小林 役
  - ウルトラマンダイナ（1998年） - 依頼人 役
- 江戸中町奉行所
- 大岡越前 第15部 - 与吉 役
- 奥様は警視総監1 - 黒川大地 役
- 小樽ガラスの街殺人事件
- 大人は判ってくれない
- お見合いの達人（1994年） ‐ 小泉孝 役
- 温泉（秘）大作戦7 - 冬木刑事 役
- 女検事の捜査ファイル - 小山充 役
- 女三人乱れ咲き! 氷川きよし追っかけツアー殺人事件
- 隠密八百八町 - 中山新之助 役
- 改札口
- 春日局 - 稲葉正次 役
- 小京都ミステリー12（1994年） - 沼田陽平 役
- 上条麗子の事件推理2
- ガラスの仮面2 第5話・第6話（1998年5月11日・5月18日、テレビ朝日） - 竹内 役
- 看護婦・戸田鮎子シリーズ1
- 火曜サスペンス劇場（日本テレビ）
  - 臨床心理士 第3作「母の血色のルビーが招いた密室殺人」（2001年5月29日） - 後藤保 役
- 京都迷宮案内
- 刑事追う!
- 警視庁捜査一課9係
  - （2012年） - 大沼巌 役
  - （2016年） - 映画プロデューサー 役
- 警視庁特捜対策室 迷宮捜査の女（2015年） - 堀部亘 役
- 警部補 矢部謙三 第1シリーズ - 戸川恵司 役
- こころ
- ザ・刑事 - 桜庭卓二 役
- さすらい刑事旅情編II
- 静かなるドン
- 事件・市民の判決
- 死体を置いていかないで
- 小京都ミステリー12
- 女子アナ刑事 華麗なる財宝殺人
- 湘南女子寮物語
- ショカツの女 新宿西署 刑事課強行犯係8 - 岩村 役
- 主婦たちのざけんなヨIII
- 新・女検事 霞夕子
- 砂の家
- せつない探偵 柚木草平の殺人レポートIV
- ダイエット三姉妹の旅情事件簿5
- ダイヤモンドの罠
- タクシードライバーの推理日誌
  - タクシードライバーの推理日誌8 - 安西敬一 役
  - タクシードライバーの推理日誌16
- 探偵 左文字進
  - 第2作 - 柴田秘書 役
  - 第6作 - 刑事 役
- 血塗られた閨閥殺人事件
- つかのまのラブストーリー
- 特捜刑事・遠山怜子2
- DOCTORS〜最強の名医〜 - 小田村聡
- 十津川警部シリーズ 41 - 川島進 役
- ドラマチック22
- パートタイム探偵2
- 八百八町夢日記 - 熊 役
- 必殺仕事人2013 - 松原屋彦左衛門 役
- 秀吉 - 明智秀満
- フルムーン旅情ミステリー2
- 弁護士・高林鮎子9
- ボディーガード
- 魅せられて
- 水戸黄門
  - 水戸黄門 第38部 - 益岡藤五郎 役
  - 水戸黄門 第39部 - 山崎左馬之助 役
  - 水戸黄門 第42部 - 田村佐内 役
- 燃えよ剣
- もっとあぶない刑事
- 森村誠一サスペンスシリーズ - 西浦等刑事 役
- 夜の長い叫び
- わたしが殺した私
- 日曜ワイド 「検事・朝日奈耀子19」（2017年） - 夏野征太 役

### Vシネマ
- 淫獣教師
- 首領への道
- 2人のマジカル・ナイト（1991年）

### CM
- 揖保乃糸
- バドワイザー